# Zebrarätsel
Das Zebrarätsel ist ein oft wiedergegebenes Rätsel aus der Gruppe der Logicals, das also durch logische Schlüsse gelöst werden kann.
Oft wird das Rätsel auch als Einsteins Rätsel veröffentlicht mit dem angeblich von Albert Einstein stammenden Vermerk, lediglich 2 % der Weltbevölkerung könnten dieses Rätsel lösen. Tatsächlich existiert jedoch kein Hinweis auf den Urheber, insbesondere auch nicht auf eine Involvierung Einsteins. Solcherart vermarktet, handelt es sich wohl um das berühmteste Logical überhaupt, wiewohl es keinerlei herausragende Merkmale gegenüber anderen Logicals aufweist.

## Das Rätsel
Es sind mehrere Versionen dieser Logelei vorhanden. Die ursprüngliche Knobelversion wurde zuerst im Life International Magazine am 17. Dezember 1962 abgedruckt. Erst am 25. März des Folgejahres erfolgte die Lösung an gleicher Stelle, mit der Bekanntgabe der Namen mehrerer Hundert richtigen Löser aus der ganzen Welt. Das Rätsel selbst lautet in der Übersetzung des Originals folgendermaßen:
1. Es gibt fünf Häuser.
2. Der Engländer wohnt im roten Haus.
3. Der Spanier hat einen Hund.
4. Kaffee wird im grünen Haus getrunken.
5. Der Ukrainer trinkt Tee.
6. Das grüne Haus ist direkt rechts vom weißen Haus.
7. Der Raucher von Old-Gold-Zigaretten hält Schnecken als Haustiere.
8. Die Zigaretten der Marke Kools werden im gelben Haus geraucht.
9. Milch wird im mittleren Haus getrunken.
10. Der Norweger wohnt im ersten Haus.
11. Der Mann, der Chesterfield raucht, wohnt neben dem Mann mit dem Fuchs.
12. Die Marke Kools wird geraucht im Haus neben dem Haus mit dem Pferd.
13. Der Lucky-Strike-Raucher trinkt am liebsten Orangensaft.
14. Der Japaner raucht Zigaretten der Marke Parliaments.
15. Der Norweger wohnt neben dem blauen Haus.

Wer trinkt Wasser? Wem gehört das Zebra?
Zum Zweck der genaueren Klärung muss hinzugefügt werden, dass jedes der Häuser in einer anderen Farbe gestrichen ist und jeder Bewohner eine andere Nationalität hat, ein anderes Haustier besitzt, ein unterschiedliches Getränk trinkt und eine andere Sorte amerikanischer Zigaretten raucht. Noch etwas: In Hinweis 6 bedeutet rechts, dass das Haus vom Betrachter aus gesehen rechts ist. In Hinweis 10 bedeutet erstes Haus, dass er im Haus ganz links wohnt.

## Lösung
Die Lösung lautet:

„Der Norweger trinkt Wasser und der Japaner hat ein Zebra.“

Die Eigenschaften sind dabei wie folgt verteilt:
| Haus         | 1        | 2            | 3         | 4            | 5          |
| ------------ | -------- | ------------ | --------- | ------------ | ---------- |
| Farbe        | gelb     | blau         | rot       | weiß         | grün       |
| Nationalität | Norweger | Ukrainer     | Engländer | Spanier      | Japaner    |
| Haustier     | Fuchs    | Pferd        | Schnecken | Hund         | Zebra      |
| Getränk      | Wasser   | Tee          | Milch     | O-Saft       | Kaffee     |
| Zigaretten   | Kools    | Chesterfield | Old Gold  | Lucky Strike | Parliament |